# Miguel Mostto
Miguel Mostto, de son nom complet Miguel Ángel Mostto Fernández-Prada, est un footballeur péruvien, né le 11 novembre 1977 à Ica (Pérou). 
Surnommé Rambo, il évolue au poste d'attaquant.

## Biographie

### Carrière en club
Miguel Mostto fait ses débuts au Deportivo América de Palpa, avant de passer au Coronel Bolognesi en 1996. Il y joue en attaque associé à Ysrael Zúñiga. Le 15 février 1998, il fait ses débuts en 1re division au sein de l'Alianza Atlético face au Sporting Cristal (défaite 1-3).
Revenu au Coronel Bolognesi, il remporte la Copa Perú en 2001 avec l'équipe filiale du Bolognesi, le Deportivo Bolito. En 2004, il signe au Cienciano del Cusco et remporte la même année la Recopa Sudamericana. Au sein du club de Cuzco, il étoffe son palmarès individuel en devenant deux fois consécutivement meilleur buteur du championnat du Pérou en 2005 et 2006 (18 et 22 buts, respectivement). Cependant, il frôle le titre de champion avec le Cienciano qui doit se contenter de deux places de vice-champion en 2005 et 2006 également.
Ses bonnes performances individuelles au Cienciano attirent l'intérêt de certains clubs européens dont l'Ajax Amsterdam et le Hanovre 96, mais c'est au Barnsley FC – club anglais de 2e division – qu'il recale en 2007. Il marque deux buts en EFL Championship : face au Burnley FC, le 20 octobre 2007 (1-1); puis face au Watford FC, le 15 novembre 2008 (victoire 2-1).
Il rentre au Pérou en 2009 et rejoue notamment au Coronel Bolognesi et Cienciano del Cusco avant de signer à l'Alianza Lima où il reste deux saisons (2012-2013). Il met fin à sa carrière en jouant pour le San Simón de Moquegua en 2015.
En 2023, il reprend du service en s'enrôlant au sein du Defensor Tacna, club de Copa Perú (D3 péruvienne).

### Carrière en équipe nationale
International péruvien de 2003 à 2007, Miguel Mostto compte 11 sélections. Il marque son seul but international le 19 novembre 2006 dans un match amical face au Panama (victoire 1-2).

## Palmarès(joueur)
| Cienciano del Cusco - Championnat du Pérou (2) : - Vice-champion : 2005 et 2006. - Meilleur buteur : 2005 (18 buts) et 2006 (22 buts). - Recopa Sudamericana (1) : - Vainqueur : 2004. |  | Deportivo Bolito - Copa Perú (1) : - Vainqueur : 2001. |